# Ibrahim ibn Yaqub
Ibrāhīm ibn Yaʿqūb  (arabisch إبراهيم بن يعقوب الإسرائيلي الطرطوشي, DMG Ibrāhīm b. Yaʿqūb al-Isrāʾīlī aṭ-Ṭurṭūšī  hebräisch: אברהם בן יעקב Abraham ben Jacov) war ein Gesandter des Kalifen von Córdoba aus dem muslimisch geprägten Tortosa (arabisch Ṭurṭūša), der in der zweiten Hälfte des 10. Jahrhunderts Mitteleuropa bereiste.
Seine Reiseberichte insbesondere aus dem ostfränkischen Reich, darunter den Städten Mainz (Magenza), Speyer und Worms, über die Wikingersiedlung Haithabu sowie über slawisch besiedelte Gebiete, vor allem aus den Städten Prag und Krakau und dem obodritischen Hauptort Mecklenburg, gehören trotz der problematischen Überlieferungslage zu den wichtigsten erzählenden Quellen dieser Zeit.

## Leben
Ibrāhīm ibn Yaʿqūb war jüdischer Herkunft. Über sein Leben ist nahezu nichts bekannt, so dass über seinen Hintergrund und die Funktion seiner Reisen nur auf seinen Beschreibungen gründende Vermutungen angestellt werden können. In seinen Berichten widmet er dem Handel und der Wirtschaft eine große Aufmerksamkeit, was zu der verbreiteten Ansicht führte, dass er Kaufmann gewesen sei. Auf der anderen Seite zeigt er auch Interesse an Ethnographie, an Krankheiten und Klimabedingungen, was auf einen breiteren Bildungshintergrund verweist. Die Historiker Leopold von Ranke und Eliyahu Ashtor hielten es für möglich, dass er ein sephardischer bzw. allgemein jüdischer Arzt war. Peter Engels deutete in einer Veröffentlichung aus dem Jahr 1991 an, dass Ibrāhīm ibn Yaʿqūb wohl nicht Jude war, sondern als zum islamischen Glauben Konvertierter lediglich die Bezeichnung al-Isrāʾīlī aus Traditionsbewusstsein in seinem Namen belassen hat.
In seinen Berichten erwähnt Ibrāhīm ibn Yaʿqūb zwei Treffen mit Kaiser Otto I. Die Datierung der zugrunde liegenden Reisen und damit deren Aussagekraft für diplomatische Beziehungen zwischen dem muslimischen Spanien und Mitteleuropa im 10. Jahrhundert sind jedoch ebenfalls umstritten. Das erste Treffen fand im Jahr 350 nach islamischer Zeitrechnung, das heißt zwischen dem 20. Februar 961 und dem 8. Februar 962, in Rom (Rūmiya) statt. Im Auftrag des Kalifen von Córdoba Abd ar-Rahman III. traf sich Ibrāhīm hier mit dem als König von Rom (malik ar-Rūm) bezeichneten Otto I. offenbar kurz nach dessen Kaiserkrönung am 2. Februar 962. Verschiedentlich wurde angenommen, so etwa von Abdurrahman Ali el-Hajji, dass der Gesprächspartner Ibrāhīms in Rom nicht Otto I., sondern Papst Johannes XII. gewesen sei. Helmut G. Walther zeigte jedoch mit Verweis auf ähnliche Bezeichnungen, dass malik ar-Rūm eher einen weltlichen Herrscher bezeichnete.
Noch umstrittener in der Forschung sind Ort und Zeit des zweiten Zusammentreffens zwischen Ibrāhīm ibn Yaʿqūb und Otto I. Dies fand entweder 965 in Magdeburg oder am 1. Mai 973 auf dem Hoftag Ottos I. in Merseburg statt. Dies ist gleichzeitig die Schlüsselstelle für die Datierung fast aller anderen Reisen Ibrāhīms. Für eine Lesung von Mádí F.r.gh als Magdeburg sprachen sich unter anderem Tadeusz Jan Kowalski und André Miquel aus. Hierfür scheint vor allem die weitere Route Ibrāhīms zu sprechen, die entlang der Elbe und Saale (S. láwa) stromaufwärts über Calbe (unsicher: K.l.í.wí), sodann (gesichert) über Nienburg (Saale) (Núb Gh.rád) zu den von Juden betriebenen Salinen bei Halle (Saale), und von hier ostwärts über Wurzen (Búr.džín) an der Mulde (M.l.dáwá) bis nach Prag (Brágha) führte. Auf ihn datiert die älteste schriftliche Erwähnung der Stadt Prag zurück, was Ibrāhīm ibn Yaʿqūb einen besonderen Stellenwert in der tschechischen Geschichte einbringt.
Demgegenüber führte Helmut G. Walther an, dass für 965 in keiner abendländische Quelle vom Empfang einer islamischen Delegation berichtet wird, weshalb M. Canard, André Miquel und Abdurrahman Ali el-Hajji Ibrāhīm Ibn Yaʿqūb nur als einen Privatreisenden betrachteten. Für das Jahr 973 sind dagegen sowohl eine arabische als auch polnische und bulgarische Gesandtschaften überliefert, mit denen Ibrāhīm ebenfalls zusammentraf. Ibrahim ist der Erste, der von der Existenz des Herzogs der Polen, Mieszko I. berichtet. Widukind von Corvey berichtet von einem Hoftag in Quedlinburg zu Ostern 973, zu dem sich Gesandte vieler verschiedener Völker einfanden, so aus Byzanz, Rom, Benevent, Polen, Böhmen, Ungarn, dem Bulgarenreich und Dänemark. Das Himmelfahrtsfest beging Otto I. in Merseburg, wo er Gesandte aus africa empfing, denen er mit Geschenken die königlichen Ehren erwies und die er zum Verweilen an seinem Hof aufforderte, um sie nach einiger Zeit mit einer Antwort und vermutlich einer Gegengesandtschaft wieder in ihre Heimat zu entlassen. Walther konnte nun wahrscheinlich machen, dass es sich dabei nicht, wie zumeist angenommen, um eine Gesandtschaft des Fatimiden-Khalifen al Muizz handelte (siehe auch Ifrīqiya). Nach seiner Ansicht sind „die modernen Interpreten [...] hier Opfer der besonderen geographischen Terminologie Widukinds. Für ihn wie für viele Zeitgenossen war das islamische Andalusien ein Teil Afrikas.“ Gleichzeitig ist eine fatimidische Gesandtschaft an Otto I. in keiner weiteren Quelle genannt und angesichts der labilen politischen Umstände der Zeit höchst unwahrscheinlich. Daher ging Walther davon aus, dass Ibrāhīms zweites Zusammentreffen mit Otto I. 973 in Merseburg anzusetzen ist, wo das Zusammentreffen mit einer polnischen und einer bulgarischen Gesandtschaft zwanglos möglich war. Dem Usus der spanischen Umayyaden entsprechend, hätte es im Anschluss an die Romreise 961/62 noch eine weitere Gesandtschaft im Auftrag des Kalifen al-Hakam II., des Sohnes und Nachfolgers von Abd ar-Rahman III., gegeben. Der fragmentarische Charakter der überlieferten Reisebeschreibungen schließt auch mehrere Reisen Ibrāhīms ins ostfränkische Reich nicht aus. Bei mehreren Gesandtschaftsreisen Ibrāhīms sind jedoch die Itinerarentwürfe Canards und el-Hajjis nicht mehr aufrechtzuerhalten.

## Überlieferung
Ibrāhīm Ibn Yaʿqūb verfasste seine Reisebeschreibungen vermutlich nach seiner Rückkehr nach Spanien für die Räte des Khalifen. Dieser Bericht ist jedoch weder selbständig noch in seiner Gesamtheit erhalten, sondern nur bruchstückhaft als Einzelzitate in Werken jüngerer arabischer Geographen und Kosmographen.
Der Großteil liegt in der Bearbeitung des spanischen Geographen Abū ʿUbayd ʿAbd Allāh al-Bakrī (1014–1094) vor, der sie in das Kapitel über die Slawen in seinem Buch Kitābu l-mamāliki wa-l-masāliki (Buch der Königreiche und Wege) einfügte. Das Buch wurde im Jahr 1068 vollendet und liegt in zwei Handschriften in Istanbul und einer weiteren, heute verlorenen, in ihren Varianten aber bekannten Handschrift vor. Andere Informationen verwendete und bewahrte somit al-Udhrī (gest. 1085). Einige Fragmente, die vor allem das heutige Frankreich, Deutschland und Holland betreffen, überliefert der Kosmograph Zakarij' ibn Muhammad al-Qazwīnī (gest. 1283) in seiner Landschaftsbeschreibung Kitab ātāri l-bilādi und ebenfalls Ibn Abd al-Munim al-Himjarī (14.–15. Jh.) in seinem Wörterbuch Kitābu r-raudi l-mitāri fī chabari l-aktāri.

### Editionen
- Arist Aristovič Kunik und Baron Viktor Romanovič Rozen (Hrsg.): Izvěstija al-Bekri i drugich avtorov o Rusi i Slavjanach (Zapiski Imperatorskoj Akademii Nauk ; 32, Pril. 2). Sankt Petersburg 1878.
- Tadeusz Kowalski: Relacja Ibrāhīma Ibn Jakūba z podróży do krajów słowiańskich w przekazie al-Bekrīego (Pomniki dziejowe Polski Ser. 2, T. 1. Wydawnictwa Komisji Historycznej. Polska Akademia Umieje̜tności Bd. 84). Skład Główny w Ksie̜garniach Gebethnera i Wolffa, Kraków u. a. 1946.

### Übersetzungen
- deutsch: Arabische Berichte von Gesandten an germanische Fürstenhöfe aus dem 9. und 10. Jahrhundert. Ins Deutsche übertragen und mit Fußnoten versehen von Georg Jacob, Berlin, Leipzig 1927. Digitalisierte Ausgabe der Universitäts- und Landesbibliothek Düsseldorf
- tschechisch: Zpráva o Slovanech Ibráhíma ibn Jakúba. In: Magnae Moraviae fontes historici Teil 3. Diplomata epistolae textus historici varii. Curaverunt Dagmar Bartoňková, Lubomír Havlík, Ivan Hrbek, Jaroslav Ludvíkovský und Radoslav Večerka. Spisy University J. E. Purkyně v Brně, Filos. fak. Bd. 134.  Státní pedagog. Naklad., Pragae 1969, S. 410–420.
- slowakisch: Ján Pauliny: Arabské správy o Slovanoch (9.–12. storočie). Veda, Bratislava 1999, ISBN 80-224-0593-0.

### Forschungen
- Ali el-Hajji, Abdurrahman: Ibrāhīm ibn Yaqūb at-Turtūshi and his diplomatic activity. In: The Islamic quarterly. A review of Islamic culture. 14, 1970, ISSN 0021-1842, S. 22–40.
- Ali el-Hajji, Abdurrahman: Andalusian diplomatic relations with western Europe during the Umayyad period (A.H. 138-366/A.D. 755-976). An historical survey. Dar al-Irshad, Beirut 1970, S. 228–271.
- Böhm, Adolf: Die Reise des jüdischen Händlers Ibrahim ibn Jakub 973 von Magdeburg nach Prag – Der Versuch der Rekonstruktion einer alten Handelsstraße. In: Erzgebirgische Heimatblätter. 5/1980, S. 106–109, ISSN 0232-6078
- Canard, Marius: Ibrahim ibn Ya’qub et sa relation de voyage en Europa, in: Études d’Orientalisme dédiées à Levi-Provençal, Bd. 2, Paris 1962, S. 503–508.
- Charvát, Petr / Prosecký, Jiří (Hrsg.): Ibrahim ibn Yaʿqub at-Turtushi. Christianity, Islam and Judaism meet in East-Central Europe, c. 800 - 1300 A.D. Proceedings of the International Colloquy 25. – 29. April 1994. Praha 1996, ISBN 80-85425-20-3.
- Engels, Peter: Der Reisebericht des Ibrahim ibn Ya'qub (961/966). In: Anton von Euw, Peter Schreiner (Hrsg.): Kaiserin Theophanu. Begegnung des Ostens und Westens um die Wende des ersten Jahrtausends. Gedenkschrift des Kölner Schnütgen-Museums zum 1000. Todesjahr der Kaiserin. Schnütgen-Museum, Köln 1991, S. 413–422.
- Haag, Georg: Über den Bericht des Ibrahim Ibn Jakûb. In: Baltische Studien 31 (1881), S. 71–80.
- Ibrahim Ibn Jakub i Tadeusz Kowalski w sześćcdziesiątą rocznicę edydji. Materiały z konferencji naukowej [Ibrahim Ibn Jaqub und Tadeusz Kowalski zum 60. Jahrestag der Ausgabe. Materialien zu einer wissenschaftlichen Konferenz], hg. von Andrzej Zaborski, Krakau 2008.
- Labuda, Gerard: Ibrahim ibn Jakub o stosunkach polsko-nemieckich w latach 963-966 [Ibrahim ibn Jakub über die deutsch-polnischen Beziehungen in den Jahren 963-966]. In: Studia Źródłoznawcze 45 (2007), S. 59–63.
- Maas, W., La ‚Relación eslava’ del judío español Ibrahim b. Ya’qub al-Turtui.In: Al-Andalus 18 (1953), S. 212 f.
- Miquel, André: L’Europe occidentale dans la relation arabe d’Ibrahim b. Yaʿqub (Xe siècle). In: Annales. Economies, sociétés, civilisations. 21, 1966 ISSN 0003-441X ISSN 0395-2649, S. 1048–1064
- Mishin, Dimitrij: Ibrahim Ibn-Ya’qub At-Turtuhi’s Account of the Slavs from the Middle of the Tenth Century. In: Annual of Medieval Studies at Central European University Budapest (1994/95), S. 184–199.
- Richter-Bernburg, Lutz: Ibrāhīm ibn Ya‛qūb al-Isrā’īlī al-Ṭurṭūshī, in: The Oxford Companion to World Exploration, David Buisseret, editor-in-chief, 2 vols., Oxford UP 2007, I:402b-403b
- Sezgin, Fuat in collaboration with Mazen Amawi: Studies on Ibrāhīm ibn Yaʿqūb (2nd half 10th century) and on his account of Eastern Europe. (Publications of the Institute for the History of Arabic-Islamic Science. Islamic Geography Bd. 159). Inst. for the History of Arabic-Islamic Science at the Johann Wolfgang Goethe Univ., Frankfurt am Main 1994.
- Tameanko, Marvin: Ibrahīm Ibn Ya’qūb, Spanish Traveler, and the Jews of Prague, AD 966. In: The Shekel 39/6 (2006), S. 12–15.
- Walther, Helmut G.: Der gescheiterte Dialog. Das ottonische Reich und der Islam. In: Albert Zimmermann (Hrsg.): Orientalische Kultur und europäisches Mittelalter. (Miscellanea mediaevalia 17). de Gruyter, Berlin, New York u. a. 1985, ISBN 3-11-010531-4, S. 20–44. Online bei google Books
- Warnke, Charlotte: Bemerkungen zur Reise Ibrahim Ibn Jakubs durch die Slawenländer im 10. Jahrhundert. In: Agrar-, Wirtschafts- und Sozialprobleme Mittel- und Osteuropas, hg. von Herbert Ludat, Wiesbaden 1965, S. 393–416.
- Wigger, Friedrich: Bericht des Ibrahîm ibn Jakûb über die Slawen aus dem Jahre 973 erschienen in: Jahrbücher des Vereins für Mecklenburgische Geschichte und Altertumskunde, Bd. 45 (1880), S. 3–20 http://mvdok.lbmv.de/resolve/id/mvdok_document_00002822/fulltext
- Widajewicz, Józef: Studien über den Slavenbericht des Ibrahim-ibn-Jakub (Johann Gottfried Herder-Institut. Übersetzungen 7), Marburg 1951.
- Zaborski, Andrzej: Tadeusz Kowalski’s Edition of Ibrahim ibn Ya‘qub and the Fragment concerning Poland. In: Orientalische Studien zu Sprache und Literatur. Festgabe zum 65. Geburtstag von Werner Diem, hg. von Ulrich Marzolph, Wiesbaden 2011, S. 383–388.